# Karin Thomas (Skilangläuferin)
Karin Thomas (* 3. Oktober 1961 in Brusio) ist eine ehemalige Schweizer Skilangläuferin.

## Werdegang
Thomas, die für den SC Bernina Pontresina startete, trat national erstmals bei den Schweizer Meisterschaften 1977 in Einsiedeln in Erscheinung. Dort gewann sie Bronze mit der Staffel. Bei den Schweizer Meisterschaften 1979 und den Schweizer Meisterschaften 1980 holte sie jeweils Gold mit der Staffel. In der Saison 1980/81 siegte sie beim Zermatter Nachtlanglauf und holte bei den Schweizer Meisterschaften jeweils Gold über 5 km und mit der Staffel. Nach Platz zwei in Valsassina und Rang drei beim Zermatter Nachtlanglauf zu Beginn der Saison 1981/82 belegte sie bei den nordischen Skiweltmeisterschaften 1982 in Oslo den 40. Platz über 10 km, jeweils den 33. Platz über 20 km und 5 km und den achten Platz mit der Staffel. Im März 1982 gewann sie die Gesamtwertung der Schweizer Langlaufwoche. In der folgenden Saison triumphierte sie beim Nachtlanglauf in Fischen und bei der Schweizer Skilanglaufwoche und holte bei den Schweizer Meisterschaften 1983 Bronze über 5 km und Silber mit der Staffel. Nach Platz eins über 7,5 km in Le Revard zu Beginn der Saison 1983/84 gewann sie bei den Schweizer Meisterschaften 1984 Bronze über 5 km und jeweils Silber über 20 km und mit der Staffel. Beim Saisonhöhepunkt, den Olympischen Winterspielen 1984 in Sarajevo, belegte sie den 26. Platz über 5 km, den 23. Platz über 10 km und den 22. Platz über 20 km. Zudem wurde sie dort zusammen mit Monika Germann, Christine Brügger und Evi Kratzer Sechste in der Staffel. Im März 1984 holte sie in Štrbské Pleso mit dem 20. Platz über 5 km ihren ersten Weltcuppunkt. 
In der Saison 1984/85 wurde Thomas Zweite über 5 km in St. Moritz und Erste beim Zermatter Nachtlanglauf. Bei den Schweizer Meisterschaften 1985 in Einsiedeln gewann sie Bronze über 10 km, jeweils Silber über 5 km und mit der Staffel und Gold über 20 km. Beim Saisonhöhepunkt, den nordischen Skiweltmeisterschaften 1985 in Seefeld in Tirol, lief sie auf den 18. Platz über 20 km, auf den 15. Platz über 10 km und auf den 14. Platz über 5 km. Zudem errang sie dort zusammen mit Annelies Lengacher, Martina Schönbächler und Evi Kratzer den sechsten Platz in der Staffel. Nach Platz eins zusammen mit Rosmarie Mettler in Engelberg zu Beginn der Saison 1985/86 wurde sie bei den Schweizer Meisterschaften 1986 jeweils Dritte über 5 km und 10 km und Zweite über 20 km. Ende Februar 1986 errang sie den dritten Platz über 6 km in Iisalmi. Im folgenden Monat siegte sie in einer Stunde und 55 Minuten beim Engadin Skimarathon. Nach Platz zehn über 10 km Freistil beim Weltcup in Ramsau am Dachstein zu Beginn der Saison 1986/87 erreichte sie in Cogne mit dem dritten Platz über 20 km Freistil ihre einzige Podestplatzierung im Weltcup. Es folgten Platz vier in Falun über 30 km Freistil und mit dem 14. Platz im Gesamtweltcup ihr bestes Gesamtergebnis. Zudem siegte sie in Le Brassus über 10 km Freistil und beim Zermatter Nachtlanglauf im Einzel und zusammen mit Franziska Ogi und wurde bei den Schweizer Meisterschaften 1987 jeweils Zweite über 5 km, 10 km und mit der Staffel und Erste über 20 km. Beim Saisonhöhepunkt, den nordischen Skiweltmeisterschaften 1987 in Oberstdorf, belegte sie den 14. Platz über 20 km Freistil und den achten Rang mit der Staffel. Zu Beginn der Saison 1987/88 siegte sie in St. Moritz über 5 km Freistil und in Pontresina über 6 km. Ende Januar 1988 holte sie bei den Schweizer Meisterschaften in Sparenmoos über 5 km klassisch und 20 km Freistil jeweils die Bronzemedaille. Bei den Olympischen Winterspielen im folgenden Monat in Calgary kam sie auf den 40. Platz über 5 km klassisch, auf den 16. Rang über 20 km Freistil und zusammen mit Sandra Parpan, Evi Kratzer und Christine Gilli-Brügger auf den vierten Platz in der Staffel. Nach der Saison 1987/88 beendete sie ihre Karriere.
Sie ist mit dem Skilangläufer Markus Fähndrich verheiratet. Ihre Schwester Cornelia Thomas war ebenfalls als Skilangläuferin aktiv.

## Teilnahmen an Weltmeisterschaften und Olympischen Winterspielen

### Olympische Winterspiele
- 1984 Sarajevo: 6. Platz Staffel, 22. Platz 20 km, 23. Platz 10 km, 26. Platz 5 km
- 1988 Calgary: 4. Platz Staffel, 16. Platz 20 km Freistil, 40. Platz 5 km klassisch

### Nordische Skiweltmeisterschaften
- 1982 Oslo: 8. Platz Staffel, 33. Platz 20 km, 33. Platz 5 km, 40. Platz 10 km
- 1985 Seefeld in Tirol: 6. Platz Staffel, 14. Platz 5 km, 15. Platz 10 km, 18. Platz 20 km
- 1987 Oberstdorf: 8. Platz Staffel, 14. Platz 20 km Freistil

## Gesamtweltcup-Platzierungen
| Saison  | Platz | Punkte |
| ------- | ----- | ------ |
| 1983/84 | 66.   | 1      |
| 1984/85 | 30.   | 20     |
| 1985/86 | 33.   | 7      |
| 1986/87 | 14.   | 35     |
| 1987/88 | 32.   | 14     |